# Rembrandt-Denkmal (Amsterdam)

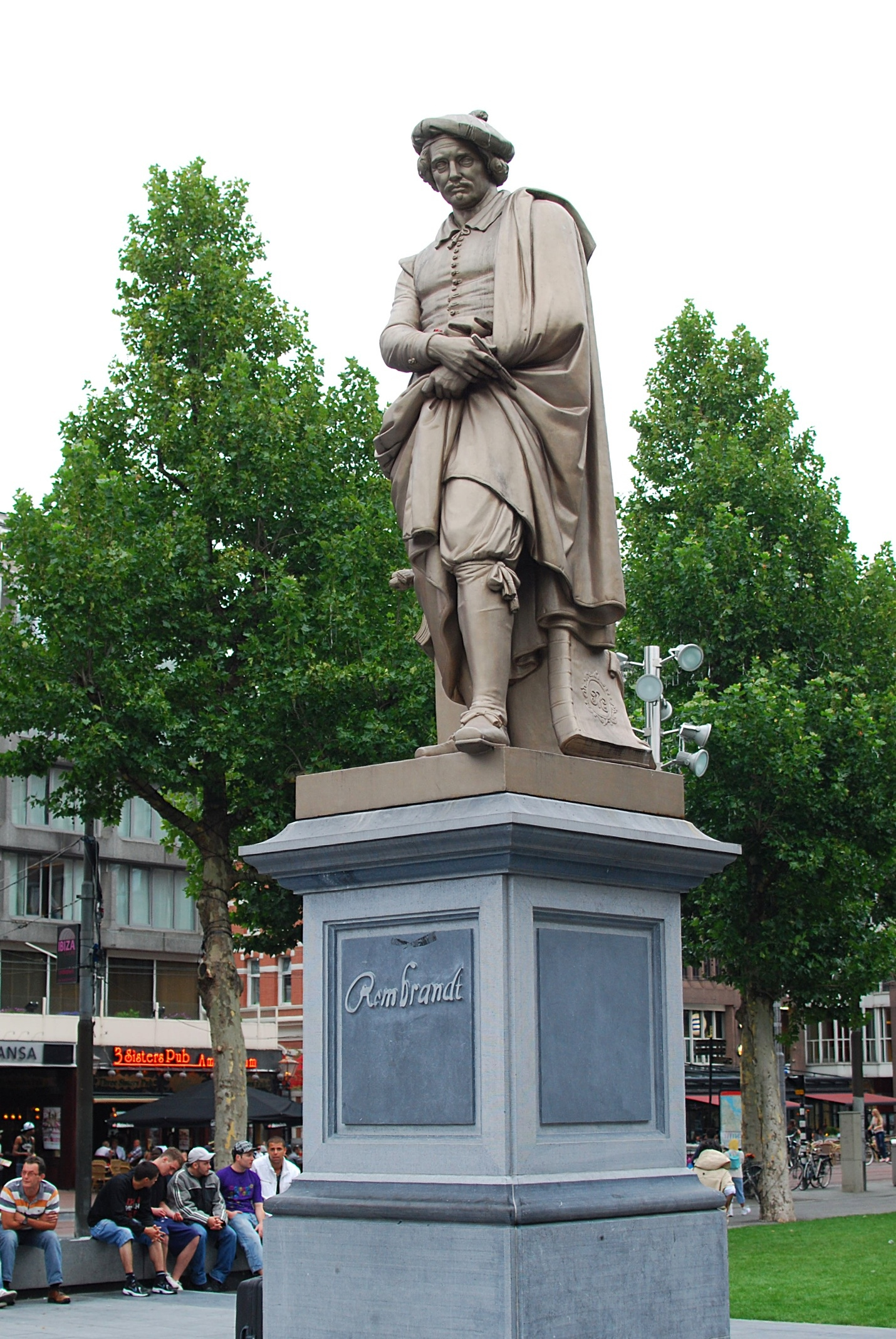
Rembrandt-Denkmal

Das Rembrandt-Denkmal ist eine überlebensgroße, von dem Bildhauer Louis Royer geschaffene Bronzefigur des niederländischen Kunstmalers Rembrandt van Rijn (1606–1669), die sich auf dem Rembrandtplein in Amsterdam befindet.

## Geschichte

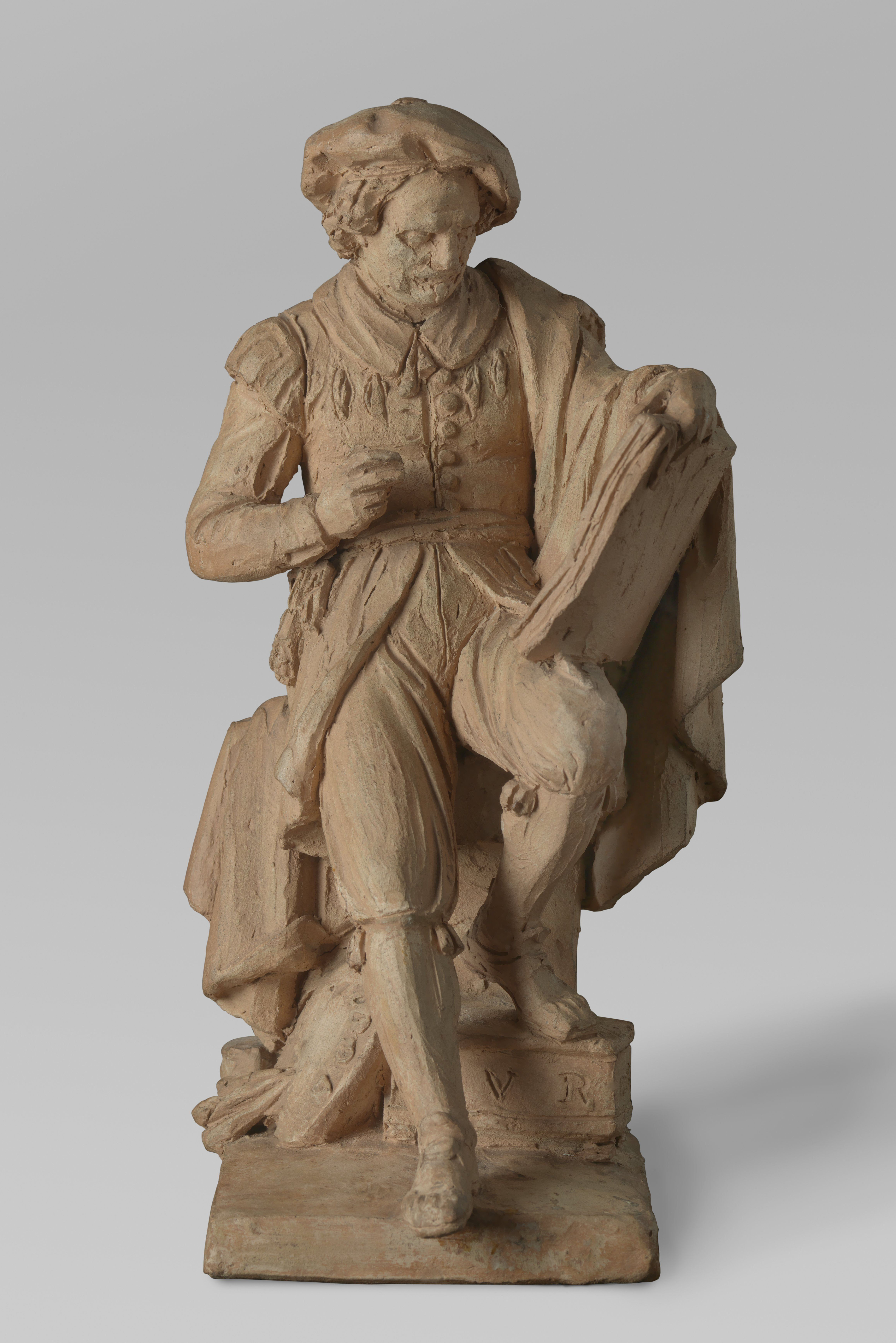
Modell von Louis Royer aus dem Jahr 1840

Der belgisch-niederländische Bildhauer Louis Royer wurde beauftragt, ein Standbild des bedeutenden Malers zu entwerfen. Als Vorlage wurde ein bereits 1840 von Royer angefertigtes Modell verwendet, das für die überlebensgroße Bronzeskulptur nur geringfügig geändert wurde.  Im Jahr 1851 wurde die Statue aus Bronze gegossen.  Am 7. Mai 1852 wurde das Bild auf seinen Sockel gehoben und am 27. Mai 1852 versammelten sich Amsterdamer Bürger und viele geladene Gäste auf dem zur damaligen Zeit noch Buttermarkt genannten Platz, darunter König Willem III. der Niederlande und Prinz Heinrich von Oranien-Nassau, um das Denkmal zu enthüllen.

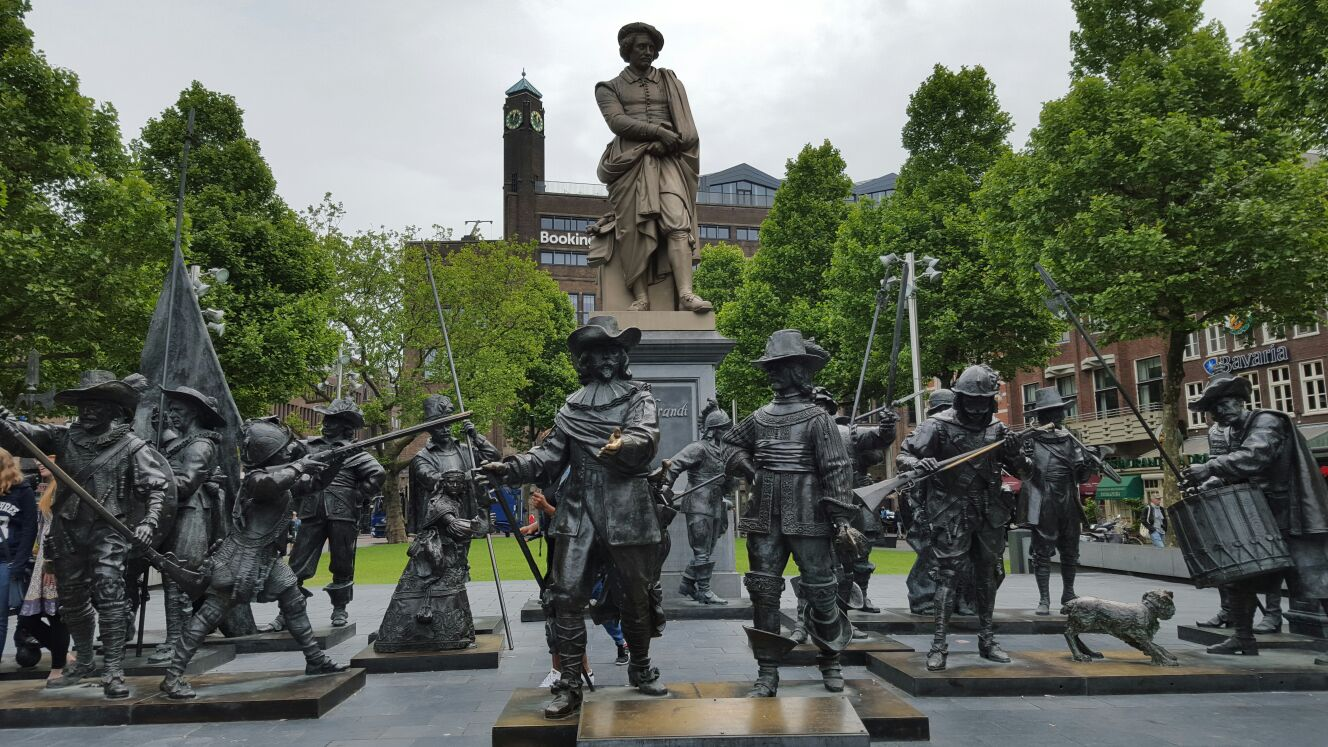
Rembrandt-Denkmal mit Skulpturen der Nachtwache

Im Jahr 2005 wurden 22 Bronzeskulpturen, die Figuren aus Rembrandts Gemälde Die Nachtwache darstellen, um das Rembrandt-Denkmal gruppiert. Die Skulpturen wurden von den russischen Künstlern Michail Dronov und Alexander Taratynov hergestellt und sollten an den 400. Geburtstag von Rembrandt erinnern. 2009 wurden sie aufgrund einer Neugestaltung des Platzes entfernt und nach Fertigstellung der Umbauarbeiten 2012 wieder aufgestellt. Da sich die Verantwortlichen der Stadt mit dem Unternehmen, das die Skulpturen ausgestellt hatte, nicht über die Gebühren für eine weitere Zurverfügungstellung einigen konnten, wurden die Figuren der Nachtwache 2020 wieder entfernt.
Das Rembrandt-Denkmal wurde am 22. April 2002 unter der Monumentnummer 518357 in das niederländische Rijksmonumentenregister eingetragen.

## Beschreibung und Symbolik
Die überlebensgroße Bronze-Statue zeigt Rembrandt in bürgerlicher Kleidung des 17. Jahrhunderts  mit einem gefalteten Mantel und einem Barett. Zwei geöffnete Knöpfe am Hemd auf seiner Brust weisen auf ein volkstümlich-legeres Aussehen hin. Rembrandt hält eine Radiernadel in der rechten Hand. An seinem linken Bein lehnt ein großes Buch. Sein linker Fuß ragt über die Plinthe hinaus und weist in Richtung der Betrachter, wodurch eine schlichte Verbindung zur Bevölkerung angedeutet wird. Er erscheint dadurch als bürgerlicher, volksnaher Künstler.

## Weitere Rembrandt-Denkmäler
Weitere Denkmäler bzw. Statuen zu Ehren von Rembrandt van Rijn gibt es in Buitenveldert, in Sloten (zusammen mit seiner Ehefrau Saskia van Uylenburgh) und in Yoshkar-Ola.

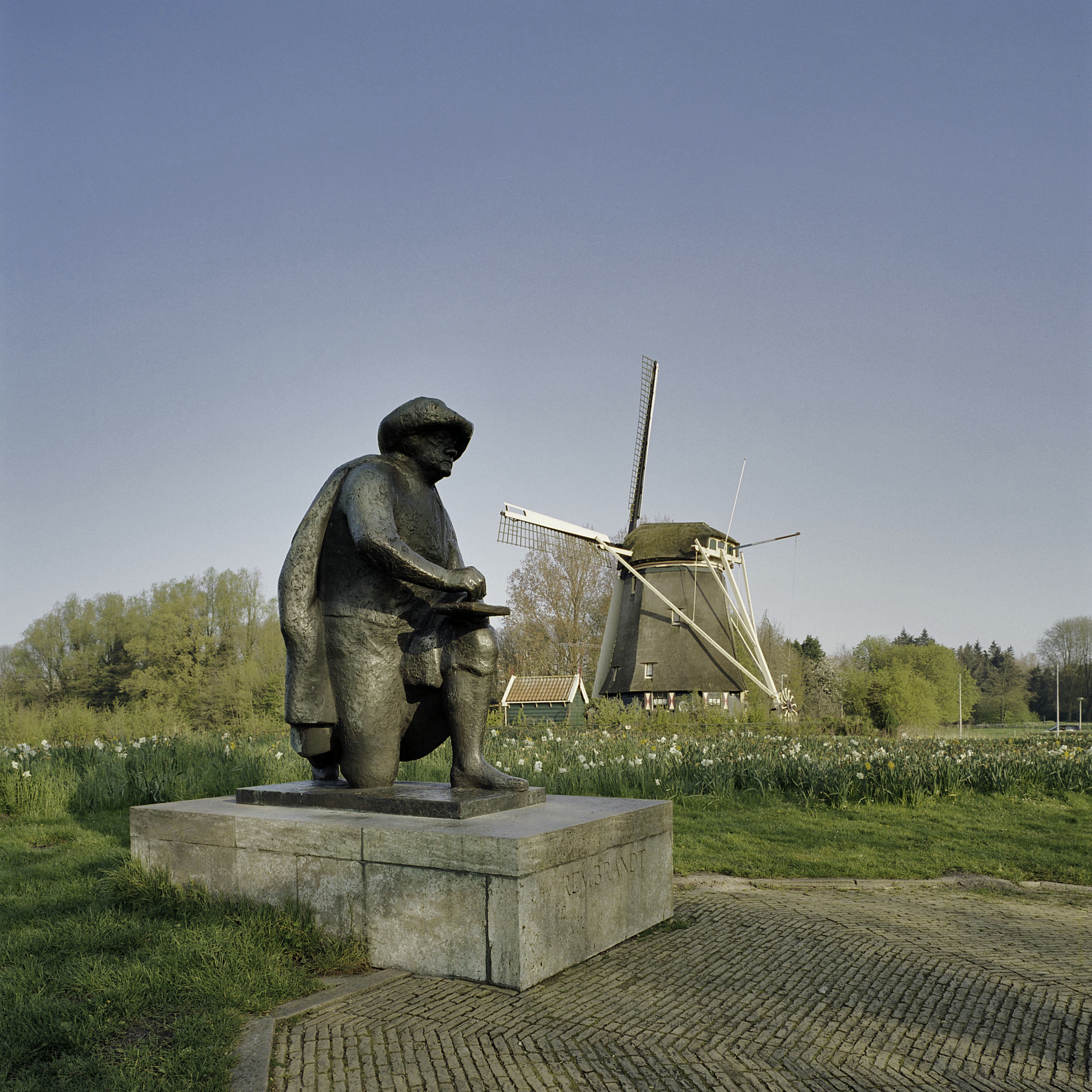
Skulptur in Buitenveldert
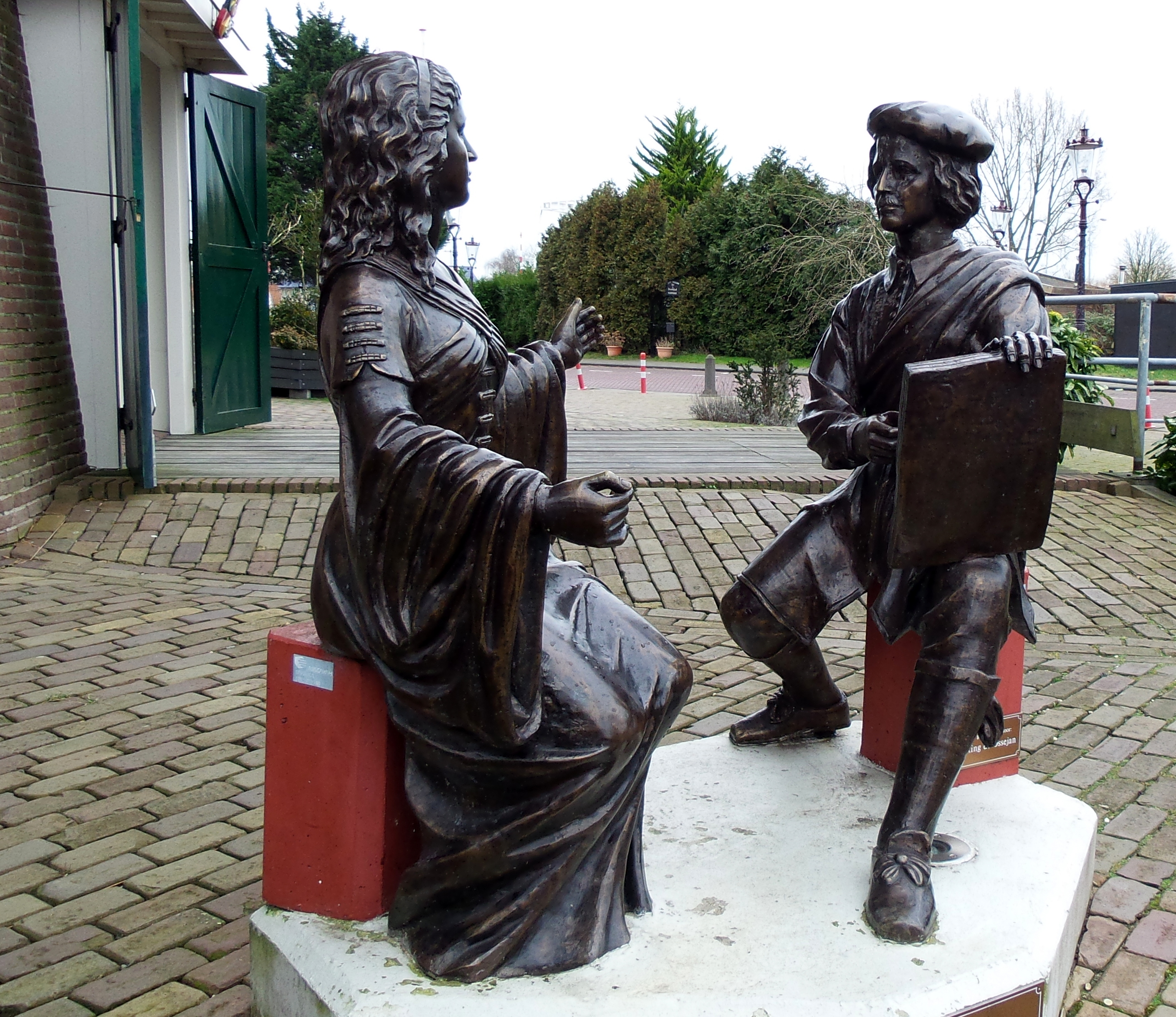
Statuen von Rembrandt und Saskia van Uylenburgh in Sloten
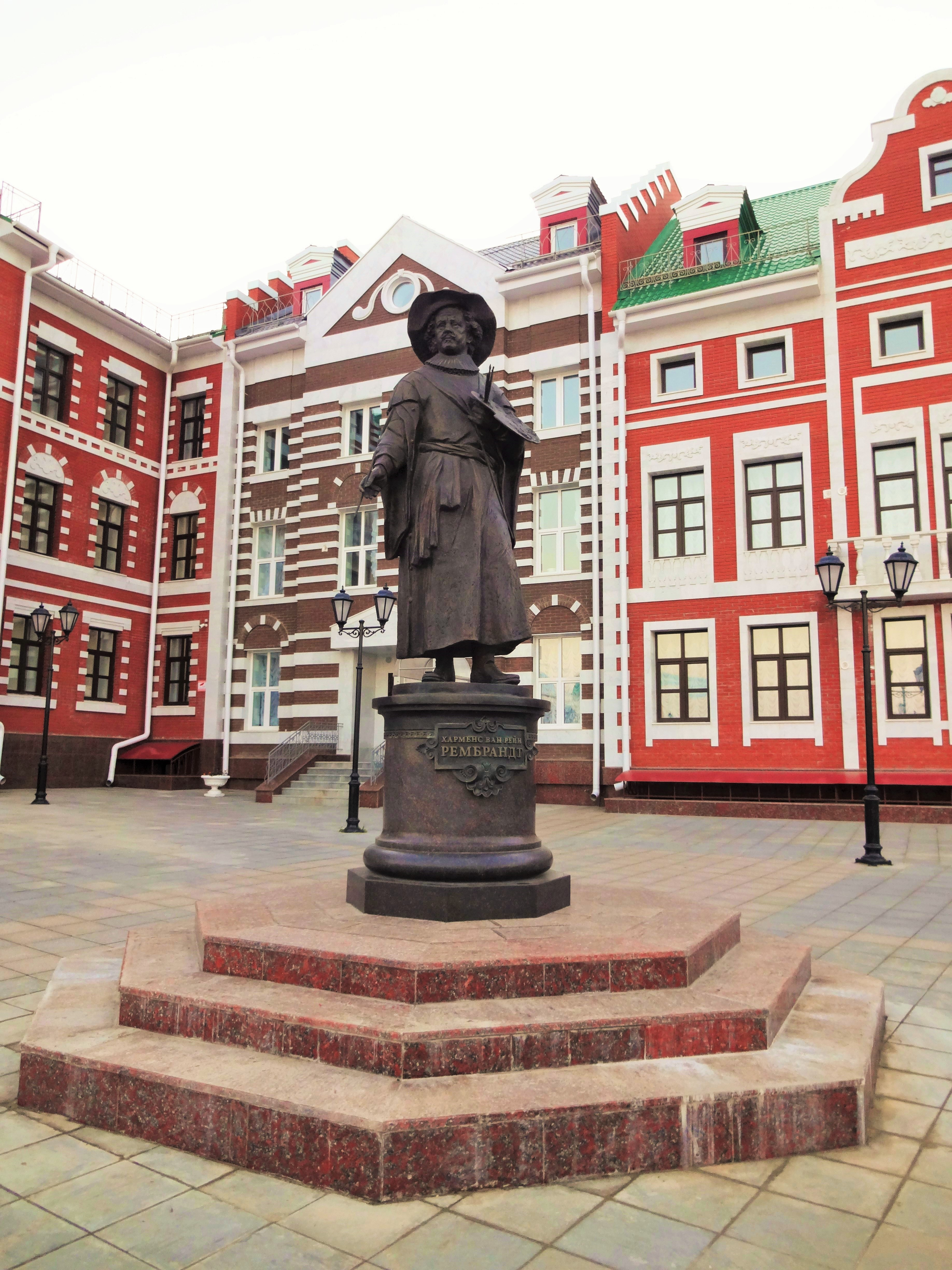
Denkmal in Yoshkar-Ola